# André Castanet
André Castanet fue un atleta francés de principios del siglo XX, cuya especialidad es la carrera de media distancia. Él participó en Atletismo en los Juegos Olímpicos de París 1900 y ganó la medalla de plata en la carrera por equipos 5000 metros para el equipo francés junto con Jacques Chastanié, Henri Deloge y Gaston Ragueneau.